# Stazione di Voltana
Stazione di Voltana vasútállomás Olaszországban, Lugo településen.

## Vasútvonalak
Az állomást az alábbi vasútvonalak érintik:
- Ferrara–Rimini-vasútvonal

## Kapcsolódó állomások
A vasútállomáshoz az alábbi állomások vannak a legközelebb:
- Stazione di Alfonsine (Stazione di Rimini, Ferrara–Rimini-vasútvonal)
- Stazione di Lavezzola (Stazione di Ferrara, Ferrara–Rimini-vasútvonal)